# Ricardo Aguilera
Ricardo Aguilera Ramírez es un periodista y escritor español, nacido en Madrid el 8 de noviembre de 1957. Sus especialidades son el cómic y música popular.

## Biografía
Hijo del editor especializado en ajedrez Ricardo Aguilera López, inició su trayectoria profesional en  "Radio El País" y después en "Radio 3". En "Diario 16", dirigió un suplemento dedicado al cómic en 1989, desarrollado junto a Lorenzo F. Díaz, la obra teórica Gente de Cómic, que aborda la historia del cómic desde sus géneros.
Posteriormente ha trabajado para "El Mundo" y diversas publicaciones semanales.
Enfocado más hacia la divulgación musical y la radio, realiza el programa Cajón de músicas para Radio 5 Todo Noticias de Radio Nacional de España. También lleva la realización de El Guirigay de Paco Clavel en Radio 3 y dirige y presenta el programa de "Radio 3" "La Madeja".

## Obra
- 1989 Gente de Cómic, junto a Lorenzo F. Díaz (Impulsa, Madrid).[1]
- 2002 Generación Botellón (Oberon, Madrid, 213 pp.) ISBN 84-96052-01-X